# ディヤ (ランプ)

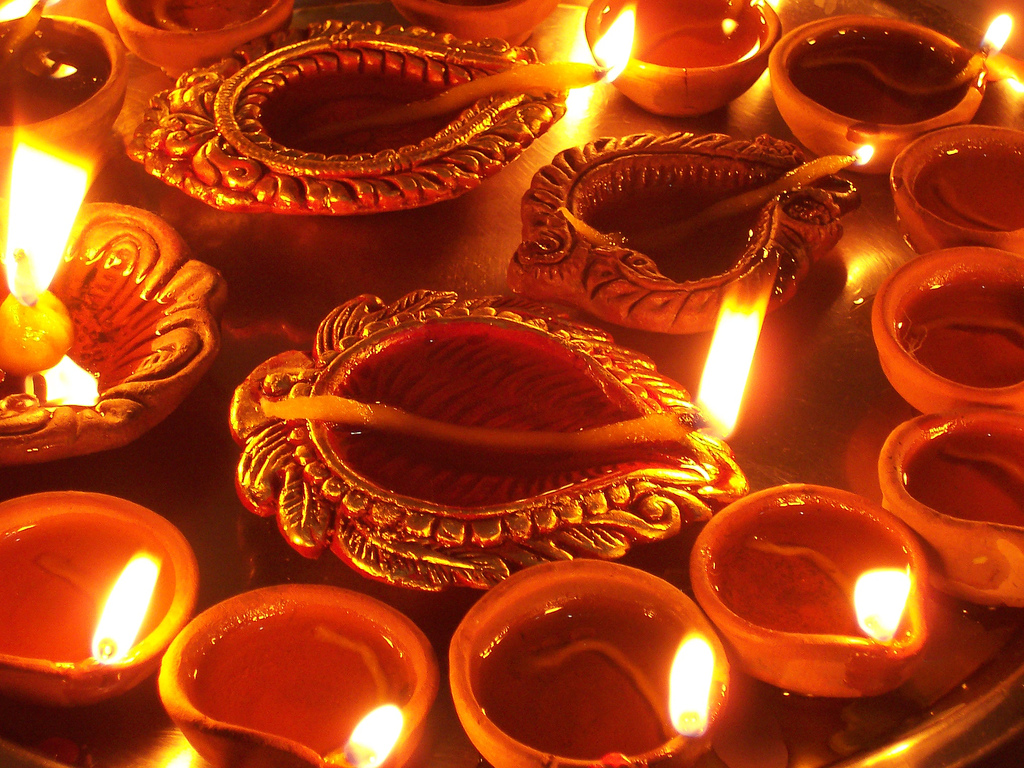
ディーワーリーの祭りで灯りが灯されたディヤ

ディヤ（diya、diyo、deya、divaa、deepa、deepam、deepak）は、通常粘土で作られた、ギーや植物油を浸した布製の芯が付いたオイルランプである。 ディヤはインド亜大陸が起源であり、ディーワーリーの祝祭やKushtiの儀式など、 ヒンドゥー教、シク教、ジャイナ教、ゾロアスター教の宗教的な祭りでよく使用される。

## 伝統的な用途
粘土のディヤはしばしば特別なイベントでの灯りのために一時的に使用されるが、黄銅製のディヤは自宅や寺院で日常的に使われる設備として設置される。特にディーワーリーでは、ディヤやろうそくが啓示、知識、叡智の象徴となっている。

## 祭り
- ディーワーリー：ディヤの灯りは、祭りのお祝いや儀式の一部を形成する。家の周りや玄関を小さなディヤを置いて飾る。実際、ディーワーリー（Diwali）という名前はサンスクリット語のディーパーヴァーリー（Deepavali）に由来し、「光の列」を意味する（"deep"はディヤを意味し、"avali"は列を意味する）[3]。
- Karthikai Deepam（英語版）：特にKarthikai Deepamの時期に、タミル・ナードゥ州ではdeepamとしても知られるディヤが灯される。

### 礼拝と祈り
寺院に置かれ、礼拝者を祝福するために使用されるディヤは、Aartiと呼ばれる。
バターランプと呼ばれる同様のランプは、チベット仏教の供物として使用される。

### ヒンドゥー教の儀式
出産：ディヤの灯りは、出生に関連するヒンドゥー教の儀式の一部にもなっている。

## 種類

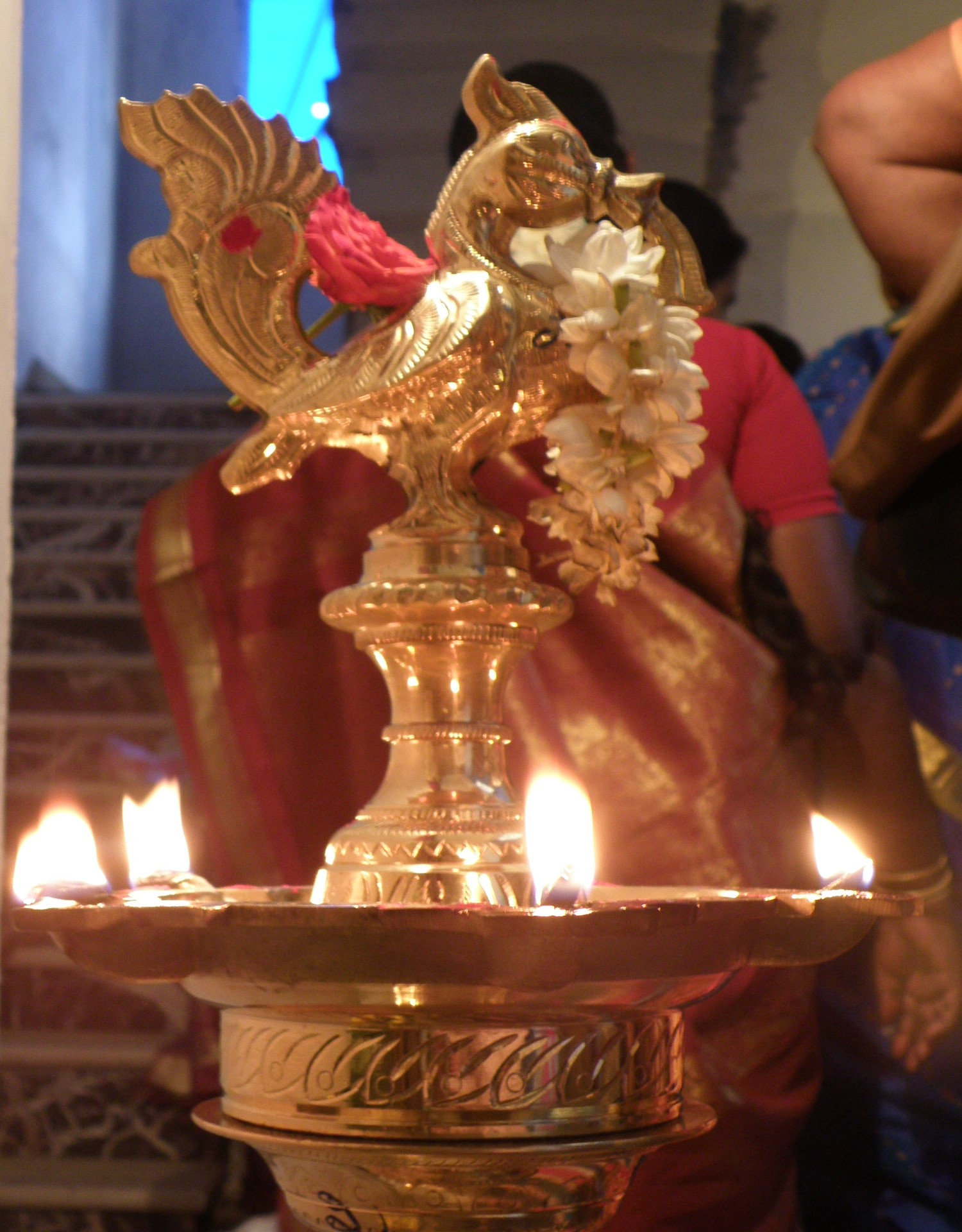
TamilnaduのNachiarkoilまたはAnnamランプの上に付けられたオーナメント。

材料の選択については、 窯焼きの土器のランプに次いで、複数の芯を備えた金属製のランプが最も一般的であり、大部分はSamaiとして知られる真鍮で作られる。その他には、葉で作られたPatravaliフローティングランプや石で作られたパーマネントランプなど、他の素材も使用される。
芯のデザインついては、1本の芯を用いたものが大部分で、4本芯のタイプがそれに次ぎ、2本、5本、7本などのタイプも作られている。
ランプ全体のデザインについては、装飾用ランプにはさまざまなデザインがある。Annam lampとしても知られる象徴的なNilavilakkuランプは、タミル・ナードゥ州のNachiyar KoilのPather（Kammalar）コミュニティによって独占的に製造されている。